# Meet Me in St. Louis

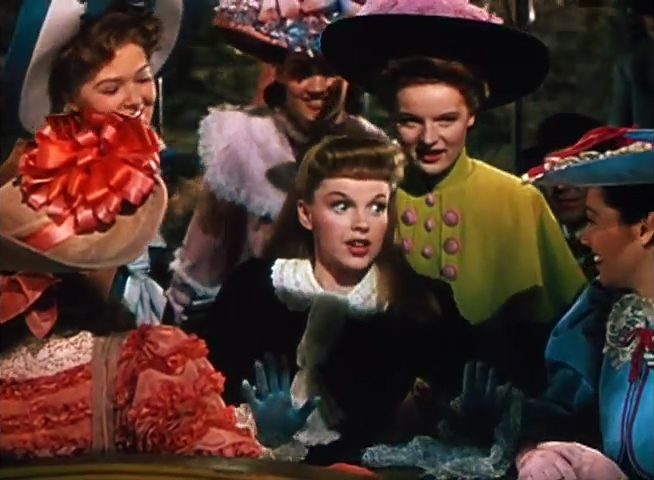
Judy Garland in de trailer van Meet Me in St. Louis

Meet Me in St. Louis is een Amerikaanse muziekfilm uit 1944 onder regie van Vincente Minnelli. Het scenario is gebaseerd op de gelijknamige roman uit 1942 van de Amerikaanse auteur Sally Benson.

## Verhaal
Alonzo Smith is een gevierd zakenman uit Saint Louis. In 1903 kondigt hij zijn gezin aan dat hij tot directeur is benoemd van een bedrijfsfiliaal in New York. Zijn vier dochters willen niet verhuizen. Ze verheugen zich immers al maanden op de opening van de grote Wereldtentoonstelling en ze willen hun leven in Saint Louis niet achterlaten.

## Rolverdeling
| Acteur               | Personage        |
| -------------------- | ---------------- |
| Judy Garland         | Esther Smith     |
| Margaret O'Brien     | Tootie Smith     |
| Mary Astor           | Anna Smith       |
| Lucille Bremer       | Rose Smith       |
| Leon Ames            | Alonzo Smith     |
| Tom Drake            | John Truett      |
| Marjorie Main        | Katie            |
| Harry Davenport      | Opa              |
| June Lockhart        | Lucille Ballard  |
| Henry H. Daniels jr. | Lon Smith jr.    |
| Joan Carroll         | Agnes Smith      |
| Hugh Marlowe         | Kolonel Darly    |
| Robert Sully         | Warren Sheffield |
| Chill Wills          | Mijnheer Neely   |

## Filmmuziek
- Meet Me in St. Louis, Louis
- The Boy Next Door
- Skip to My Lou
- I Was Drunk Last Night
- Under the Bamboo Tree
- Over the Banister
- The Trolley Song
- You and I
- Goodbye, My Lady Love (instrumentaal)
- Little Brown Jug (instrumentaal)
- Down at the Old Bull and Bush (instrumentaal)
- Home! Sweet Home! (instrumentaal)
- Auld Lang Syne (instrumentaal)
- The First Noel (instrumentaal)
- Have Yourself a Merry Little Christmas